# Guanarito
Guanarito é uma cidade venezuelana, capital do município de Guanarito.